# Hulk e gli agenti S.M.A.S.H.
Hulk e gli agenti S.M.A.S.H. (Hulk and the Agents of S.M.A.S.H.) è una serie televisiva a cartoni animati del 2013, con protagonista Hulk. Insieme con Ultimate Spider-Man e Avengers Assemble, fa parte del blocco televisivo Marvel Universe trasmesso su Disney XD, poi dal 2 aprile su Rai 2.

## Trama
Il mondo pensa che Hulk sia una minaccia e tutti i notiziari parlano del "mostro verde", così Hulk decide di andare a vivere a Vista Verde, l'unica città al mondo in cui è amato e rispettato (poiché è nato lì). Insieme a Rick Jones, Hulk abita in una base segreta, la cui posizione è conosciuta solo da Rulk (oltre che dal Golia Verde e da Rick). In seguito ad un'invasione da parte degli insetti del malvagio Annihilus, Rulk viene rapito e portato nella Zona Negativa mentre Rick viene esposto ai Raggi Gamma e si trasforma in A-Bomb, un mostro simile ad Hulk, ma blu. Dopo aver salvato Rulk ed aver liberato Skaar (un altro mostro simile ad Hulk) dal controllo di Annihilius, i nostri eroi incontrano anche She-Hulk ed insieme formano la squadra degli agenti S.M.A.S.H.

## Episodi
| Stagione         | Episodi | Prima TV originale | Prima TV Italia   |
| ---------------- | ------- | ------------------ | ----------------- |
| Prima stagione   | 26      | 11 agosto 2013     | 15 settembre 2013 |
| Seconda stagione | 26      | 12 ottobre 2014    | 13 aprile 2015    |

## Personaggi

### Personaggi principali
- Bruce Banner/Hulk, doppiato da Andrea Ward: In seguito ad un'esposizione ai Raggi Gamma, lo scienziato Bruce Banner si trasforma in un mostro verde di nome Hulk, i cui poteri sono la forza smisurata ed un'estrema resistenza ai nocivi Raggi Gamma. Sconvolto per l'improvvisa trasformazione, Hulk si scatenò contro l'esercito che voleva distruggerlo e, così facendo, guadagnò la reputazione di mostro. Per non sentirsi più chiamare "mostro verde", Hulk va a vivere in una base segreta che si trova a Vista Verde, la sua città natale. Lì è amato da tutti gli abitanti, soprattutto dal suo amico Rick Jones. Combatte usando la sua forza e la sua abilità nel salto, e al contrario delle versioni fumettistiche mantiene la sua intelligenza anche quando nella sua controparte "verde".
- Rick Jones/A-Bomb, doppiato da Stefano Crescentini: Rick Jones è il migliore amico di Hulk ed abita con lui in una base segreta a Vista Verde. Vorrebbe dimostrare al mondo intero che Hulk non è pericoloso. In seguito all'esplosione di un'arma che usa i Raggi Gamma, Rick si sente male e si trasforma in A-Bomb, un mostro simile ad Hulk, ma di colore blu. I suoi poteri consistono nella sua grande forza e nella capacità di rendersi invisibile. Fa parte della squadra degli agenti S.M.A.S.H. In seguito ad un viaggio nella Terra Selvaggia, A-Bomb porta alla Base Gamma un T-Rex rosso di nome Devil. A-Bomb adora suonare la chitarra e sogna di avere una band rock.
- Jennifer Walters/She-Hulk, doppiata da Roberta De Roberto: She-Hulk è una ragazza con l'aspetto di Hulk, ed è anche sua cugina. Avendo un aspetto "verde", lavora come controfigura coprendo la sua immagine ma, quando le viene proposto di essere un componente degli agenti S.M.A.S.H., accetta con piacere.
- Thunderbolt Ross/Rulk (o Hulk Rosso), doppiato da Alberto Angrisano: Thunderbolt Ross è un generale dell'esercito che ha passato la sua vita a dar la caccia ad Hulk, fino a quando ha deciso di trasformarsi nella versione rossa del Golia Verde. Rulk, o Hulk Rosso, passa ora la sua vita a controllare che Hulk non perda il controllo o distrugga altre cose. È sfacciato e vanitoso, ma tiene molto ad Hulk e lo aiuta sempre nei combattimenti. Combatte usando le sue abilità, uguali a quelle di Hulk, ed usa anche due pistole laser. Più si arrabbia, più diventa caldo. Fa parte della squadra degli agenti S.M.A.S.H.
- Skaar, doppiato da Riccardo Scarafoni: Skaar è un mostro verde simile ad Hulk, ma con i capelli più lunghi. È sotto il controllo di Annihilus, fino a quando Hulk e A-Bomb lo liberano distruggendo un dispositivo posizionato dietro il suo collo. La sua forza è pari a quella di Hulk e Rulk. Nel combattimento usa anche una spada. Fa parte degli agenti S.M.A.S.H. nonché uno dei suoi ex-servitori.
- Capo, doppiato da Christian Iansante: arcinemico di Hulk, cerca di dimostrare che il male puro è Hulk.
- Annihilus, doppiato da Vladimiro Conti: Annihilus è un essere malvagio imprigionato nella Zona Negativa, da cui cerca sempre di scappare servendosi del suo esercito di insetti alieni. Indossa una maschera ed un costume verde, ed ha anche uno scettro con cui controlla gli insetti alieni. Tra i suoi servitori c'è anche Skaar, in realtà costretto contro volontà da un dispositivo. Viene ucciso insieme agli insetti alieni da Hulk e i suoi amici; finché non si scopre che è ancora vivo al servizio del Capo.
- Uomo Assorbente, doppiato da Alessandro Budroni: Malefico ladro e amante di Titania dal potere di mutare toccando ogni cosa.
- Titania, doppiata da Clare Grant e in italiano da Antonella Margherita (ep. 11), Francesca Zavaglia (ep. 24) e Fabiola Bittarello: Una donna dalla forza portentosa; nemica di She-Hulk diventerà sua alleata.

### Personaggi secondari
- J. Jonah Jameson (J. K. Simmons), doppiato da Mario Zucca nella prima stagione e da Sergio Di Giulio nella seconda stagione.
- Blastaar (James Arnold Taylor), doppiato da Marco Fumarola.
- Iron Man (Adrian Pasdar), doppiato da Francesco Bulckaen.
- Sauron (Steven Blum), doppiato da Alberto Bognanni.
- Spider-Man (Drake Bell), doppiato da Davide Perino.
- Collezionista (Jeff Bennett), doppiato da Massimo Lopez.
- Benjamin Grimm (Dave Boat), doppiato da Stefano Mondini.
- Ego il Pianeta vivente (Kevin Michael Richardson), doppiato da Davide Lepore.
- Thor (Travis Willingham), doppiato da Alessandro Quarta e Gabriele Patriarca da giovane.
- Laufey (Enn Reitel), doppiato da Massimo Corvo.
- Uomo Talpa (David Harvard Lawrence), doppiato da Alessandro Serafini.
- Wolverine (Steven Blum), doppiato da Fabrizio Pucci.
- Leonard Samson (J.P. Karliak), doppiato da Teo Bellia.
- Dottor Destino (Maurice LaMarche), doppiato da Stefano Benassi.
- Dottor Octopus (Tom Kenny), doppiato da Enrico Di Troia.
- Galactus (John DiMaggio), doppiato da Saverio Indrio.
- Terrax (James C. Mathis III), doppiato da Marco Fumarola.
- Nick Fury (Chi McBride), doppiato da Alessandro Rossi.
- Abominio (Robin Atkin Downes), doppiato da Alessandro Ballico, Metello Mori (ep. 24).
- Uomo Impossibile (Tom Kenny), doppiato da Francesco Meoni.
- Malekith (James C. Mathis III), doppiato da Giulio Pierotti.
- Loki (Troy Baker), doppiato da Alberto Bognanni e da Manuel Meli da giovane.
- Heimdall (Chris Bosh), doppiato da Mauro Magliozzi.
- Dottor Strange (Jack Coleman), doppiato da Fabrizio Manfredi.
- Dormammu (Phil LaMarr), doppiato da Stefano Alessandroni.
- Deathlok (Mark Hildreth), doppiato da Fabrizio Pucci.
- Super-Skrull (Kevin Grevioux), doppiato da Metello Mori
- Maximus il Folle (Nolan North), doppiato da Pasquale Anselmo.
- Crystal (Mary Faber), doppiata da Joy Saltarelli.
- Medusa (Mary Faber), doppiata da Laura Lenghi.
- Triton (James Arnold Taylor), doppiato da Andrea Moretti.
- Karnak (Fred Tatasciore), doppiato da Alberto Bognanni.
- Gorgon (Nolan North), doppiato da Fabrizio Pucci.
- Arkon (Liam O'Brien), doppiato da Roberto Certomà.
- Mister Fantastic (Robin Atkin Downes), doppiato da Fabrizio Dolce.
- Korg (Jonathan Adams), doppiato da Paolo Marchese.
- Miek (Benjamin Diskin), doppiato da Francesco Sechi.
- Lilandra (Nika Futterman), doppiata da Guendalina Ward.
- Star-Lord (Chris Cox), doppiato da Daniele Giuliani.
- Rocket Raccoon (Seth Green), doppiato da Saverio Indrio.
- Gamora (Nika Futterman), doppiata da Francesca Teresi.
- Drax il Distruttore (David Sobolov), doppiato da Fabrizio Dolce.
- Groot (Kevin Michael Richardson), doppiato da Marco Fumarola.
- Ronan l'accusatore (James C. Mathis III), doppiato da Alessandro Ballico.
- Intelligenza Suprema (Clancy Brown).
- Firelord (John DiMaggio), doppiato da Alessandro Budroni.
- Null (John DiMaggio), doppiato da Fabrizio Pucci.
- Silver Surfer (Brent Spiner), doppiato da Francesco Pezzulli.
- Alto Evoluzionario (Corey Burton), doppiato da Fabrizio Pucci.
- Licantropus (Nolan North), doppiato da Fabrizio Dolce.
- Frankenstein (Kevin Michael Richardson), doppiato da Marco Fumarola.
- Blade (Terry Crews), doppiato da Fabrizio Pucci.
- Xemnu (Fred Tatasciore), doppiato da Fabrizio Pucci.
- Fantasma Rosso (J. B. Blanc), doppiato da Oliviero Dinelli.
- Ercole (Townsend Coleman), doppiato da Alessandro Budroni.
- Plutone (Robert Englund), doppiato da Davide Marzi.
- Betty Ross (Misty Lee), doppiata da Angela Brusa.
- Mainframe (Jeffrey Combs), doppiato da Metello Mori.
- Moon-Boy (Arnold Taylor), doppiato da Omar Vitelli.
- Odino (Frank Welker), doppiato da Dario Penne.
- Dracula (Corey Burton), doppiato da Domenico Strati.
- Capitan America (Roger Craig Smith), doppiato da Fabrizio Pucci e da Federico Viola da giovane.
- Teschio Rosso (Liam O'Brien), doppiato da Luca Biagini.
- Ghost Rider (Fred Tatasciore), doppiato da Fabrizio Pucci.